# Jardín Ouyuan
El jardín Ouyuan (en chino, 耦园; pinyin, Ŏu Yuán, lit. "Jardín donde se retira la pareja") es un destacado jardín chino en Suzhou, provincia de Jiangsu, China. Junto con otros jardines clásicos de Suzhou, que  fue declarado Patrimonio de la Humanidad por la UNESCO. El área protegida es de 0,789 ha, con una zona tampón de 3,039 ha.

## Historia
El jardín original fue construido por Lu Jin, prefecto del distrito de Baoning, en 1874. Fue comprado por Shen Bingcheng, el magistrado de Susong, quien lo reconstruyó para darle su forma actual. También le cambió el nombre a "Jardín donde se retira la pareja". Este nombre se refiere a las dos partes del jardín y alude a una pareja.

## Diseño
Este jardín de 3,039 ha está dividido en dos secciones (este y oeste) mediante un núcleo residencial que está en el medio; una composición inusual para un jardín clásico. Este diseño excéntrico continúa en la forma y los detalles de muchos de los edificios del jardín, especialmente la Torre Taosim. El jardín se encuentra en la intersección de canales y está rodeado de agua por tres lados. Se puede acceder directamente desde el canal mediante una barca. 
El jardín occidental está compuesto por varias estructuras alrededor de una pequeña gruta y una biblioteca anexa. Está unido estructuralmente con la residencia central. 
El principal jardín del complejo es el oriental. Está formado por una gruta y un estanque rodeados por una pasarela peatonal cubierta que conecta las estructuras. Anexo hay un huertecillo de frutales. 
| Elementos del jardín | Elementos del jardín |
| Jardín occidental    | Jardín occidental |
| -------------------- | --- |
|                      | Sala del edificio Una torre de dos plantas con alas este y oeste que sirve como principal elemento residencial. |
|                      | Sala donde se retira la pareja |
|                      | Primavera eterna |
|                      | Casa del guarda |
|                      | Sala de la nobleza Sala con un porche al frente |
|                      | Torre de la biblioteca |
|                      | Casa antigua con cortinas tejidas Recibe su nombre de Shen Linshi. Sala con porches al frente y detrás y anexo. |
|                      | Pabellón de la longevidad Un pabellón cuadrado con un cierre en la parte norte. |
|                      | Casa del carro del vino Una torre de dos plantas. |
| Jardín oriental      | |
|                      | Entre las montañas y el agua Una sala abierta sobre el agua con porche completo |
|                      | Balconada sin cursilerías Un estudio de artista en una sala con porche, con vistas al jardín de cerezos. |
|                      | Sala de la fragancia completa |
|                      | Torre Kuxing Una torre única relacionada con la práctica del taoísmo. |
|                      | Pabellón de la Luna |
|                      | Mi adorable pabellón Un pabellón cuadrado con porche anexo, construido como parte del jardín original. |
|                      | Estudio de la piedra de entintar recuperada Llamada así por el descubrimiento de una piedra de entintar recuperada por el nieto del propietario original. Es una torre de dos pisos.                                                                       |
|                      | Casa del taoísmo Una estructura de torre única con una orientación específica al noreste de acuerdo con los principios taoístas. |
|                      | Cabaña de paja en la esquina de la ciudad Se basa en un chiste que alude al amor entre un pastor y una tejedora, es la estructura primaria con dos plantas. Está unida al estudio de la piedra de entintar recuperada y el Salón de la fragancia completa. |
|                      | Bote decorado con wisteria |

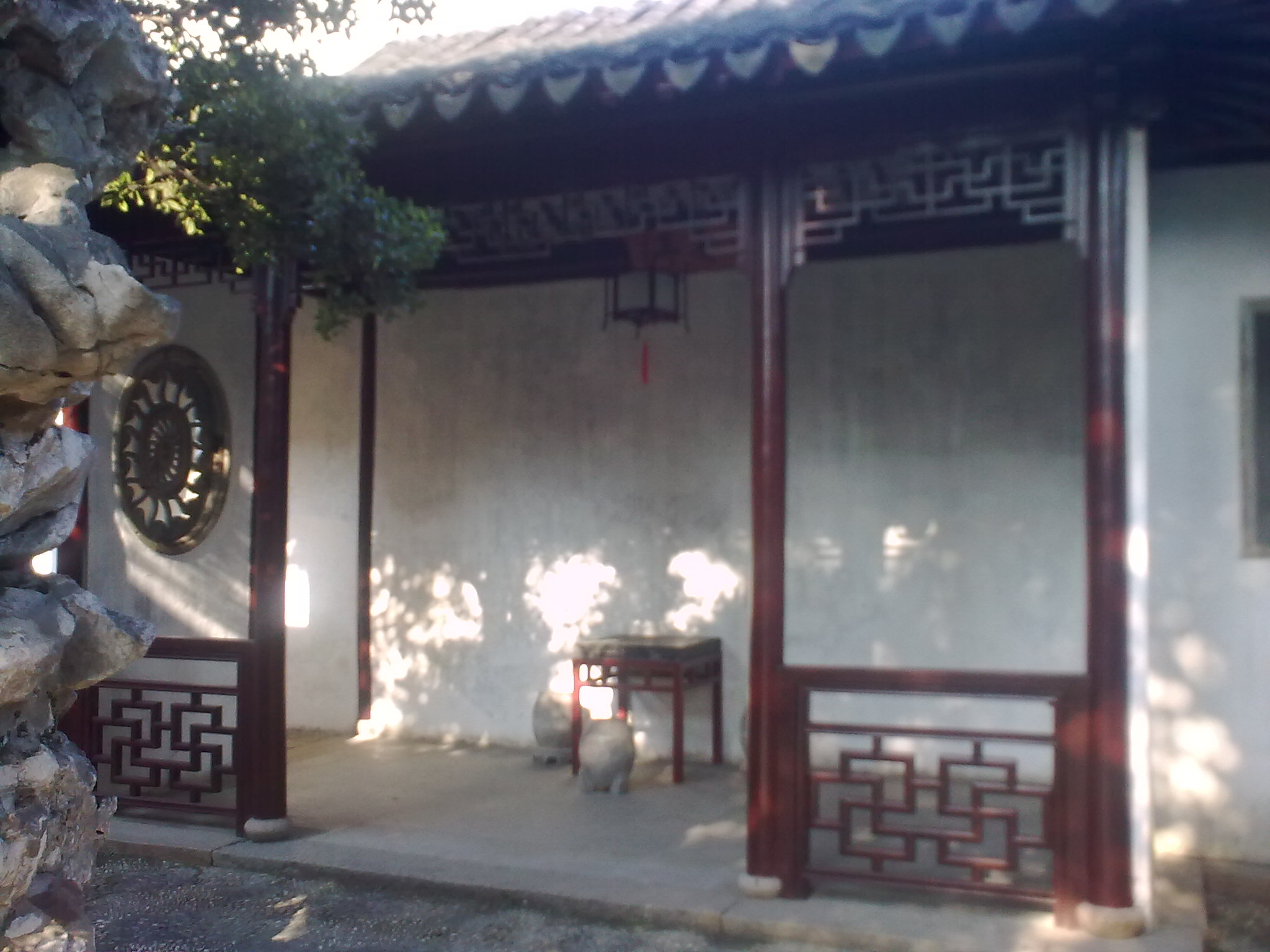
Porche de la pareja
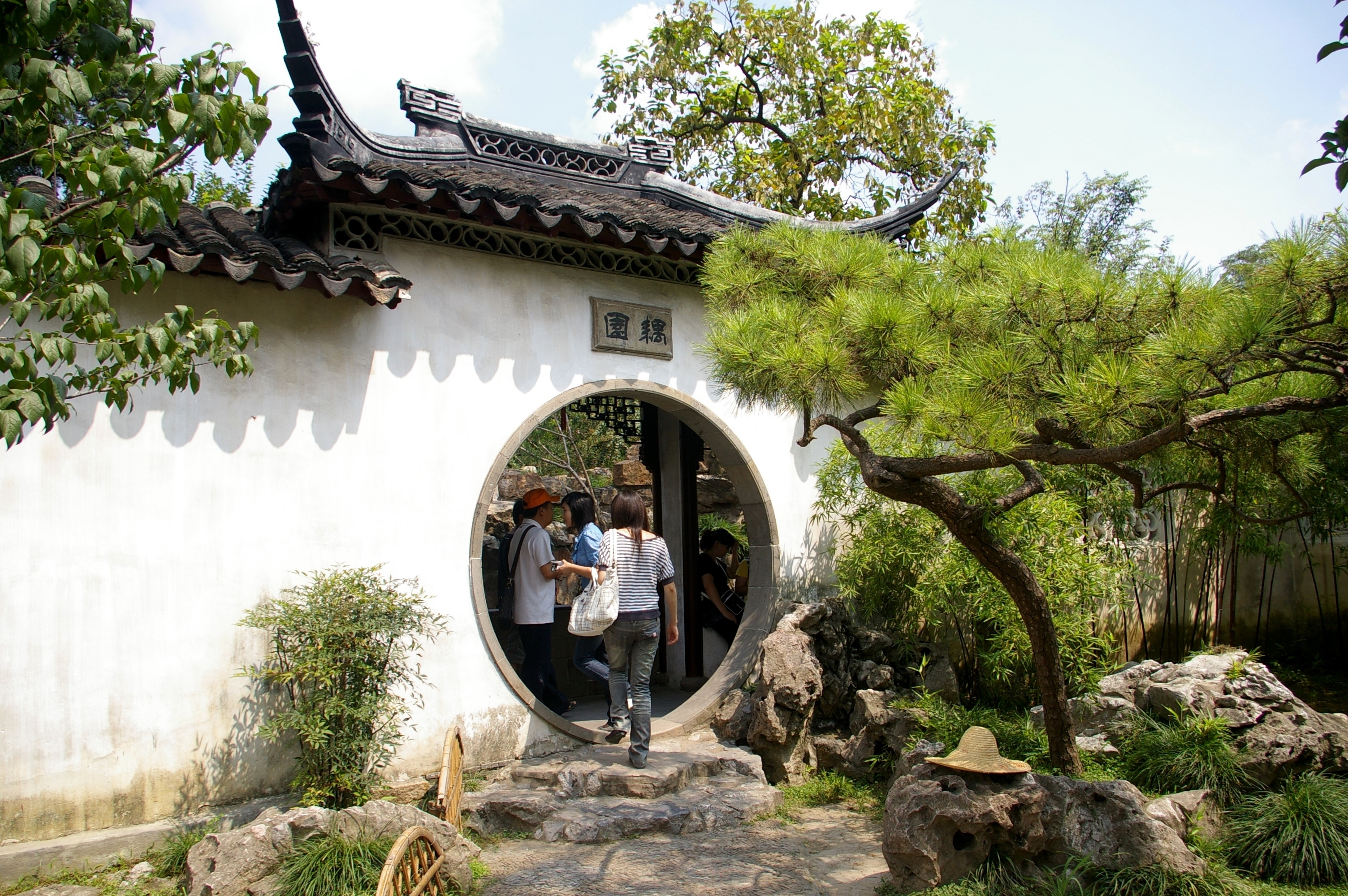
Jardín Ouyuan